# Настино
Настино (укр. Настине) — село в Александровской поселковой общине Кропивницкого района Кировоградской области Украины.
До 2020 года входило в Александровский район
Население по переписи 2001 года составляло 21 человек. Почтовый индекс — 27316. Телефонный код — 5242. Код КОАТУУ — 3520582004.